# Archiprezbiterat Guadix
Archiprezbiterat Guadix – jeden z 5 archiprezbiteratów diecezji Guadix w Hiszpanii. 
Według stanu na lipiec 2016 w jego skład wchodziło 16 parafii. 

## Lista parafii
Źródło:
| Lp. | Miejscowość        | Parafia                                       | Grafika | Kościół                                                            | Adres                                        |
| --- | ------------------ | --------------------------------------------- | ------- | ------------------------------------------------------------------ | -------------------------------------------- |
| 1   | Alcudia de Guadix  | Parafia Zwiastowania Najświętszej Maryi Panny |         | Kościół Zwiastowania Najświętszej Maryi Panny w Alcudia de Guadix  | Plaza de la Constitución 6 Alcudia de Guadix |
| 2   | Beas de Guadix     | Parafia Zwiastowania Najświętszej Maryi Panny |         | Kościół Zwiastowania Najświętszej Maryi Panny w Beas de Guadix     | Plaza de la Iglesia s/n Beas de Guadix       |
| 3   | Cogollos de Guadix | Parafia Zwiastowania Najświętszej Maryi Panny |         | Kościół Zwiastowania Najświętszej Maryi Panny w Cogollos de Guadix | Plaza de la Iglesia s/n Cogollos de Guadix   |
| 4   | Dehesas de Guadix  | Parafia Zwiastowania Najświętszej Maryi Panny |         | Kościół Zwiastowania Najświętszej Maryi Panny w Dehesas de Guadix  | Plaza de Andalucía s/n Dehesas de Guadix     |
| 5   | Gor                | Parafia Zwiastowania Najświętszej Maryi Panny |         | Kościół Zwiastowania Najświętszej Maryi Panny w Gor                | Calle Calaveras 2 Gor                        |
| 6   | Gorafe             | Parafia Zwiastowania Najświętszej Maryi Panny |         | Kościół Zwiastowania Najświętszej Maryi Panny w Gorafe             | Calle Carretera s/n Gorafe                   |
| 7   | Guadix             | Parafia Jezusa Chrystusa Zbawiciela           |         | Kościół Jezusa Chrystusa Zbawiciela w Guadix                       | C/ Rosa Chacel 1 Guadix                      |
| 8   | Guadix             | Parafia Matki Bożej Fatimskiej                |         | Kościół Matki Bożej Fatimskiej w Guadix                            | Plaza Padre Poveda 1 Guadix                  |
| 9   | Guadix             | Parafia Matki Bożej Łaskawej                  |         | Kościół Matki Bożej Łaskawej w Guadix                              | Ermita Nueva. 104 Guadix                     |
| 10  | Guadix             | Parafia św. Michała Archanioła                |         | Kościół św. Michała Archanioła w Guadix                            | Calle Real de Santo Domingo s/n Guadix       |
| 11  | Guadix             | Parafia św. Anny                              |         | Kościół św. Anny w Guadix                                          | C/ Río Fardes 4 4ºC Guadix                   |
| 12  | Guadix             | Parafia św. Jakuba                            |         | Kościół św. Jakuba w Guadix                                        | Plaza de Santiago s/n Guadix                 |
| 13  | Guadix             | Parafia Najświętszego Serca Jezusowego        |         | Kościół Najświętszego Serca Jezusowego w Guadix                    | Avenida Buenos Aires 137 Guadix              |
| 14  | Guadix             | Parafia Zwiastowania Najświętszej Maryi Panny |         | Katedra Zwiastowania Najświętszej Maryi Panny w Guadix             | Plaza de la Catedral s/n Apdo. 104 Guadix    |
| 15  | Hernán-Valle       | Parafia św. Luisa Rey z Francji               |         | Kościół św. Luisa Rey z Francji w Hernán-Valle                     | Calle Iglesia s/n Hernán-Valle               |
| 16  | Paulenca           | Parafia Najświętszej Maryi Panny de la Paz    |         | Kościół Najświętszej Maryi Panny de la Paz w Paulenca              | Plaza de la Iglesia s/n Paulenca             |